# Tumba vacía

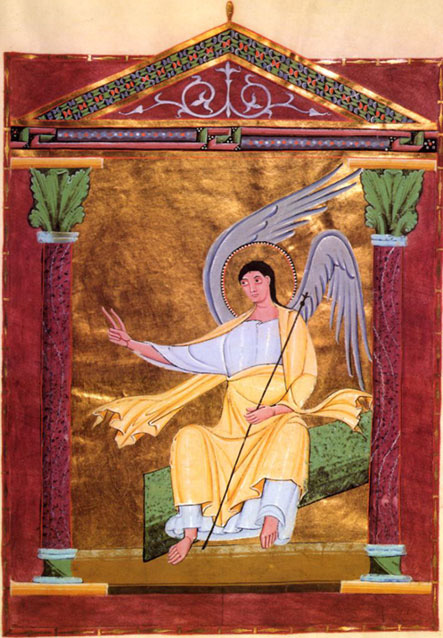
« Cuando entraron en el sepulcro vieron, sentado al lado derecho, a un joven vestido con una larga ropa blanca. Las mujeres se asustaron»; una imagen de las Perícopas de Enrique II.

En el cristianismo, la tumba vacía es la tumba de Jesús que fue encontrada vacía por las mujeres miróforas que habían llegado a su tumba para llevar a cabo sus últimas devociones al cuerpo de Jesús, a través de la unción de su cuerpo con especias y vertiendo aceite sobre él.
Los cuatro evangelios canónicos reportan el incidente con algunas variaciones. El cuerpo de Jesús fue presentado en la tumba después de la crucifixión y muerte. Todos los evangelios reportan que las mujeres fueron las primeras en conocer la resurrección de Jesús. El primer indicio de que algo había sucedido era la piedra removida. Esta piedra, como era típico de antiguas tumbas, había cubierto la entrada. Encontraron la tumba vacía, el cuerpo desaparecido, y un joven o un ángel(es) dentro de la tumba o en la piedra movida anunciando a las mujeres que Jesús ha resucitado. Estos relatos conducen a la creencia en relación con la resurrección de Jesús, con muchas de las apariciones del Resucitado. La tumba vacía es el lugar de la revelación de la resurrección de Jesús, de manera implícita en el Evangelio canónico de Marcos (sin las terminaciones posteriores) y de forma explícita en los otros tres relatos evangélicos canónicos.

## Coincidencias y divergencias en los evangelios
Los cuatro evangelios coinciden en su énfasis en el evento que tuvo lugar en el primer día de la semana y que las mujeres fueron las primeras en descubrir el sepulcro vacío. Todos dan protagonismo a «María» y resaltan que la piedra que había cerrado la tumba había sido movida. Hay variaciones en relación con el momento en que las mujeres visitaron la tumba, el número e identidad de las mujeres, el propósito de su visita, la naturaleza y el aspecto del (los) mensajero(s), ya sea ángeles o humanos, su mensaje a las mujeres y la respuesta de las mujeres a los visitantes en la tumba.
El relato de Juan 19:39-42 habla de la intervención de los seguidores influyentes de Jesús, como Nicodemo, quien antes había visitado a Jesús de noche, y José de Arimatea. El relato del Evangelio de Lucas afirma que José era «un hombre bueno y justo», un miembro del sanedrín judío que no había dado su consentimiento a la decisión y la acción de crucificar a Jesús. Nicodemo trajo unas setenta y cinco libras de una mezcla de mirra y áloe. Tomando el cuerpo de Jesús, ambos lo envolvieron, con las especias, en tiras de lino. Ello está en conformidad con las costumbres funerarias judías. Ellos pusieron su cuerpo en un sepulcro nuevo, cortado en la roca, en donde nadie había sido puesto (Lucas 23:50-53).  El relato se caracteriza por un sentido de urgencia al hacerlo, antes del día de reposo, durante el cual se observaba el descanso y no podía realizarse ninguna obra.
Según el Evangelio de Mateo 27:62-66, los judíos, a sabiendas de que Jesús había predicho su resurrección, colocaron una guardia judía para custodiar la tumba de Jesús.

## Las descubridoras de la tumba vacía
A primera hora de la mañana, las mujeres llegan a la tumba con sus especias, esperando encontrar los restos de Jesús. Todos los relatos están de acuerdo en que era temprano en la mañana. Mateo 28:1 y Marcos 16:2 se refieren al amanecer o temprano por la mañana, mientras que Juan 20:1 señala que todavía estaba oscuro cuando comenzaron su viaje.
Los cuatro evangelios canónicos todos están de acuerdo en que «María» visitó la tumba de Jesús, aunque difieren sobre cual María y si ella estaba sola. El evangelio de Lucas relata que las mujeres que habían venido con Jesús desde Galilea siguieron a José de Arimatea y «vieron el sepulcro, y cómo fue puesto su cuerpo. Y vueltas, prepararon especias aromáticas y ungüentos; y descansaron el día de reposo, conforme al mandamiento» (Lucas 23:55-56). Lucas nombra a María Magdalena, Juana, María madre de Jacobo, y «las demás con ellas».
Según la mayoría de las versiones antiguas del Evangelio de Juan (y la mayoría de las traducciones modernas) María era María Magdalena, aunque la versión del Codex Sinaiticus la llama solamente María. Ninguna otra mujer se menciona explícitamente, aunque cuando María dice que ella no sabe dónde está el cuerpo de Jesús usa el plural, lo que puede indicar que había otras mujeres con ella.
En el Evangelio de Marcos se menciona a María Magdalena y María madre de Jacobo, junto a Salomé.
En Mateo, María Magdalena está con otra María, presumiblemente, la madre de Jacobo.
Cuando volvieron del cementerio en la Pascua por la mañana para decir a los once apóstoles restantes y aquellos con ellos, trajeron con ellos la palabra de una tumba vacía y el informe que «No está aquí, sino que ha resucitado». Los apóstoles estaban desdeñosos. Algunos han sugerido una falta de entusiasmo porque los mensajeros eran mujeres en un mundo que no otorgaban credibilidad al testimonio de la mujer.: 153  Josefo (Ant. iv.:8:15) escribe que la tradición judía declaró: «No se permite aceptar pruebas de parte de las mujeres debido a la levedad y la temeridad de su sexo».
El IVP New Testament Commentary Series (Academic) tiene el siguiente análisis del relato de Lucas:
Estas mujeres no iban a creer en la resurrección. Ellos no van a comprobar y ver si la tumba estaba vacía. El hecho de que ellas tomaron las especias para ungir el cuerpo en descomposición demuestra lo que que esperaban encontrar, y esto a pesar de las seis predicciones de la resurrección en Lucas. De modo que las primeras personas que tuvieron que ser convencidas de la resurrección fueron los propios discípulos. Es posible que hayan pertenecido a la época de los antiguos, pero no pensaron que una cosa natural produjera la resurrección. En un sentido real, fueron los primeros escépticos en convencerse de que ¡Jesús resucitó!
— «Luke 24 Commentary». IVP New Testament Commentary Series (Academic).
El teólogo Thomas G. Long ha ofrecido otras dos posibilidades, además de su género:
- Tal vez la noticia de la tumba vacía, la resurrección, de la victoria de Jesús sobre la muerte era simplemente demasiado abrumadora para que ellos creyeran, demasiado difícil de asimilar de una vez.
- Tal vez ninguna anticipación del desafío resultante era demasiado grande en este momento. El relato de Lucas pasa de llamarlos «los once» a «los apóstoles» («los que son enviados»). Long escribe que sabían que iban a ser enviados a Jerusalén, Judea, Samaria y los confines de la tierra. Habría detenciones y naufragios, efusiones del Espíritu, persecuciones y gentiles, lapidaciones y millas de viaje cansado. Si las mujeres tenían razón: que Jesús había resucitado de entre los muertos, entonces la historia apenas comenzaba para los Apóstoles.[5]

## El tiempo
De acuerdo con Juan, la visita fue el primer día de la semana (domingo, el día después de Shabat, el final de la semana judía), cuando todavía estaba oscuro. De acuerdo con Marcos y Lucas, fue muy temprano en la mañana. Alfred Loisy cree que la forma original de Juan aquí fue similar a la relatada en el Codex Sinaiticus, y tenía la intención de señalar a María la madre de Jesús como la única visitante, mientras que los copistas posteriores la sustituyeron por María Magdalena para que el Evangelio según Juan coincidiera mejor con los relatos en los otros evangelios. Un intento de resolver la discrepancia con el fin de preservar la idea de la infalibilidad describe a María como realizando dos viajes diferentes a la tumba, la primera fue en la oscuridad por su cuenta y el segundo en la madrugada con un grupo de mujeres, incluyendo la otra María.
Marcos y Lucas explican que las mujeres tenían la intención de seguir los rituales funerarios judíos. Mateo afirma que vinieron simplemente para ver el sepulcro. Juan no hace mención del ritual y el Evangelio apócrifo heterodoxo de Pedro afirma que María Magdalena fue para llorar. El rabino Bar Kappara opinó (registrado en el Midrash Rabá) que el tercer día era con frecuencia el punto principal para el duelo en esos días.

## La resolución de las diferencias
La resolución de los relatos es una cuestión ligada al problema sinóptico. La teoría prevaleciente de la prioridad de Marcos sugiere que la historia original tenía un hombre misterioso vestido de blanco en la tumba. En Mateo se convierte en un ángel y en Lucas, escrito para un público no judío, se convierte en dos hombres angelicales. En el evangelio de Juan, esa parte del relato se omite.
Raymond Brown ha argumentado que el texto de Juan 20 fue combinado de dos fuentes independientes que Juan con poca pericia entrelazó juntos.
Los estudiosos L. Michael White y Helmut Koester ven el relato de los guardias en Mateo como una inserción apologética, un intento del escritor para explicar las reclamaciones judías que circulaban en ese momento: que los discípulos robaron el cuerpo. Los guardias y las pretensiones del cuerpo robado no se mencionan en los otros tres evangelios. El Evangelio apócrifo de Pedro, por su parte, es más detallado, especificando «Petronio el centurión con soldados para custodiar la tumba».

## La tumba

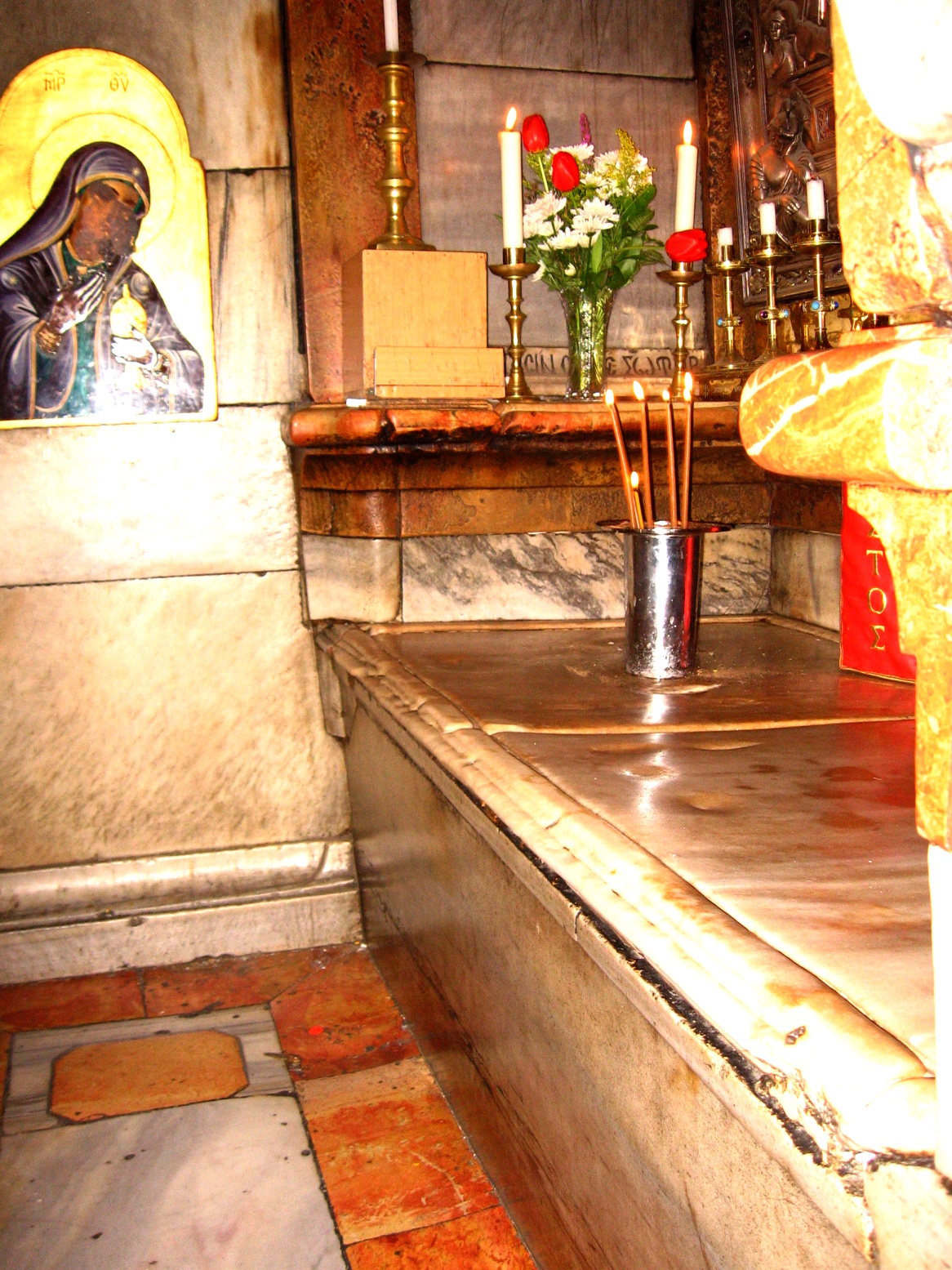
Tumba de Jesús, Iglesia del Santo Sepulcro, venerada por algunos cristianos como el lugar donde fue enterrado Jesús.

En el evangelio de Juan, los ángeles son descritos como sentados donde el cuerpo de Jesús había estado; se piensa que es una referencia a ponerse en cuclillas o sentado con las piernas cruzadas, lo que sugiere que la tumba tenía un estante o repisa elevada, sobre la que se había colocado el cuerpo. F. F. Bruce sostiene que los ángeles, como seres sobrenaturales, estaban sentados en el aire. Juan también describe a los ángeles como sentados de manera que uno se encontraba donde había estado la cabeza de Jesús, y el otro, en sus pies; y algunos estudiosos piensan que esta clara distinción entre la cabeza y los pies es una indicación de que la tumba incorporaba un apoyo para la cabeza, aunque otros creen que el escritor está simplemente refiriéndose a la dirección en la que Jesús había sido puesto.
Juan presenta a María como agachándose para ver la tumba. De acuerdo con la arqueología moderna, se accedía a las tumbas de la época a través de puertas a nivel del suelo, que eran por lo general de menos de un metro de altura, cabiendo la descripción dada de la visualización de María. Estas tumbas o bien tenían una cámara solitaria para un solo individuo, o un conducto en fila con entradas a varias tumbas. María es capaz de ver el interior de la tumba de Jesús desde el exterior, lo que sugiere que la tumba era para una sola persona. Esto se considera un punto de vista tradicional.

## Los lienzos mortuorios
Según Lucas y Juan, los discípulos vieron los lienzos mortuorios en la tumba. Lucas señala que los lienzos estaban «por sí solos», o «puestos por sí mismos», en griego, keimena mona, aunque la traducción NRSV utiliza la frase «por sí», en lugar de «solos», y omite la palabra «puestos». Juan dice que estaban «puestos», o bien, en la NRSV, «tendidos». Estas dos descripciones pueden o no implicar la misma cosa. Brown ha argumentado que Juan está usando una frase que en realidad describe la ropa como tendida en un estante dentro de la tumba. Según Lucas, Jesús había sido envuelto en un sudario, y esto se convirtió en el punto de vista tradicional. Lo que pasó con los lienzos mortuorios después de que los discípulos los vieron no se describe en la Biblia, aunque algunas obras apócrifas neotestamentarias no hacen mención de estos. Una tradición católica describe que el sudario fue llevado a Turín, convirtiéndose en el Sudario de Turín.
Juan, además, describe la presencia de un soudarion, para la cabeza, que fue puesto aparte. Un soudarion es, literalmente, un trapo de sudor; más concretamente, se trataba de un trozo de tela utilizado para limpiar el sudor, pero en el contexto de los cadáveres, la mayoría de los estudiosos creen que fue utilizado para mantener la mandíbula cerrada. La tradición sostiene que el soudarion era un turbante, y que más tarde llegó a Oviedo en España, convirtiéndose en el Sudario de Oviedo. A pesar de que inicialmente puede parecer insignificante, el hecho de que el elemento para la cabeza fue puesto aparte fundamentalmente afecta a la cristología. Si el paño de cabeza permaneció en el mismo lugar que el resto de la ropa, y si éstas se mantuvieron en donde el cuerpo había estado, implica que el cuerpo de Jesús fue levantado a través de la ropa, o que el cuerpo de Jesús se des-materializó y fue re-materializado en otros lugares, por lo tanto, el apoyo a las interpretaciones más docetistas. Por otra parte, el texto griego usa la palabra entetuligmenon, traducido «habiendo sido doblado», que parece dar a entender algo de acción intencional había sido tomada en el soudarion. Algunos ven esto como un ataque directo por el autor de Juan al docetismo, y el gnosticismo que utilizó los relatos sinópticos para defenderlo.
En tiempos más recientes, la posibilidad de que Jesús pasó por la tela y se desmaterializó frecuentemente se ha considerado como evidencia de la acción divina por Dios. Esta interpretación, sin embargo, no era la que existía en la iglesia primitiva, que consideraba tales interpretaciones como docetismo. Aquellos que defienden una explicación más sobrenatural han argumentado que el hecho de que el soudarion (un paño de cabeza para los muertos) y el resto de lienzos mortuorios fueron apartados simplemente refleja la distancia del cuello, situado entre la cabeza y el cuerpo, o que simplemente significa que la tela estaba enroscada en un ovillo en lugar de extendida, es decir, que estaba acostada en una manera diferente a lo demás. El nivel de detalle que el autor del Evangelio según Juan aumenta en esta sección es para Brooke Foss Westcott, ex-obispo de Durham, prueba de que el autor fue un testigo ocular. C. H. Dodd sostiene que, habiendo ya alcanzado el clímax narrativo con la escena de la crucifixión, estas secciones posteriores deliberadamente ralentizaron la narrativa para actuar como desenlace. Schnackenburg interpreta el nivel de detalle como apologético en su origen, aunque él considera a los detalles relativos a la posición de los lienzos mortuorios como un intento de refutar la alegación de que la tumba de Jesús simplemente había sido robada, y no como un intento de hacer valer una cristología.

## Los cuatro relatos
Aunque la Iglesia proclama la resurrección con seguridad hoy en día, los testigos originales tenían que estar convencidos de que se había producido. La resurrección había sido prometida por las Escrituras y por Jesús. Sin embargo, con lentitud, a regañadientes y metódicamente los discípulos recién creyeron lo que había sucedido.
- Según Marcos, María Magdalena, María la madre de Jacobo, y Salomé descubrieron que la tumba había sido abierta.

Cuando pasó el día de reposo, María Magdalena, María la madre de Jacobo, y Salomé, compraron especias aromáticas para ir a ungirle. Y muy de mañana, el primer día de la semana, vinieron al sepulcro, ya salido el sol. Pero decían entre sí: ¿Quién nos removerá la piedra de la entrada del sepulcro? Pero cuando miraron, vieron removida la piedra, que era muy grande. Y cuando entraron en el sepulcro, vieron a un joven sentado al lado derecho, cubierto de una larga ropa blanca; y se espantaron. Mas él les dijo: No os asustéis; buscáis a Jesús nazareno, el que fue crucificado; ha resucitado, no está aquí; mirad el lugar en donde le pusieron. Pero id, decid a sus discípulos, y a Pedro, que él va delante de vosotros a Galilea; allí le veréis, como os dijo. Y ellas se fueron huyendo del sepulcro, porque les había tomado temblor y espanto; ni decían nada a nadie, porque tenían miedo.
—Marcos 16:1-8
- Según Mateo, un ángel con vestiduras resplandecientes es visto por María y María abriendo la tumba, y el ángel les dice que no tuvieran miedo ya que Jesús había resucitado de entre los muertos:

Pasado el día de reposo, al amanecer del primer día de la semana, vinieron María Magdalena y la otra María, a ver el sepulcro. Y hubo un gran terremoto; porque un ángel del Señor, descendiendo del cielo y llegando, removió la piedra, y se sentó sobre ella. Su aspecto era como un relámpago, y su vestido blanco como la nieve. Y de miedo de él los guardas temblaron y se quedaron como muertos. Mas el ángel, respondiendo, dijo a las mujeres: No temáis vosotras; porque yo sé que buscáis a Jesús, el que fue crucificado. No está aquí, pues ha resucitado, como dijo. Venid, ved el lugar donde fue puesto el Señor. E id pronto y decid a sus discípulos que ha resucitado de los muertos, y he aquí va delante de vosotros a Galilea; allí le veréis. He aquí, os lo he dicho. Entonces ellas, saliendo del sepulcro con temor y gran gozo, fueron corriendo a dar las nuevas a sus discípulos. Y mientras iban a dar las nuevas a los discípulos, he aquí, Jesús les salió al encuentro, diciendo: ¡Salve! Y ellas, acercándose, abrazaron sus pies, y le adoraron. Entonces Jesús les dijo: No temáis; id, dad las nuevas a mis hermanos, para que vayan a Galilea, y allí me verán.
—Mateo 28:1-10
- Según Lucas, las mujeres descubrieron la tumba abierta, y dos hombres con vestiduras resplandecientes se aparecieron a ellas y les dijeron que no tuvieran miedo ya que Jesús había resucitado.

El primer día de la semana, muy de mañana, vinieron al sepulcro, trayendo las especias aromáticas que habían preparado, y algunas otras mujeres con ellas. Y hallaron removida la piedra del sepulcro; y entrando, no hallaron el cuerpo del Señor Jesús. Aconteció que estando ellas perplejas por esto, he aquí se pararon junto a ellas dos varones con vestiduras resplandecientes; y como tuvieron temor, y bajaron el rostro a tierra, les dijeron: ¿Por qué buscáis entre los muertos al que vive? No está aquí, sino que ha resucitado. Acordaos de lo que os habló, cuando aún estaba en Galilea, diciendo: Es necesario que el Hijo del Hombre sea entregado en manos de hombres pecadores, y que sea crucificado, y resucite al tercer día. Entonces ellas se acordaron de sus palabras.
—Lucas 24:1-8
- El evangelio de Juan contiene el relato más completo que incluye la aparición de Jesús:

El primer día de la semana, María Magdalena fue de mañana, siendo aún oscuro, al sepulcro; y vio quitada la piedra del sepulcro. Entonces corrió, y fue a Simón Pedro y al otro discípulo, aquel al que amaba Jesús, y les dijo: Se han llevado del sepulcro al Señor, y no sabemos dónde le han puesto. Y salieron Pedro y el otro discípulo, y fueron al sepulcro. Corrían los dos juntos; pero el otro discípulo corrió más aprisa que Pedro, y llegó primero al sepulcro. Y bajándose a mirar, vio los lienzos puestos allí, pero no entró. Luego llegó Simón Pedro tras él, y entró en el sepulcro, y vio los lienzos puestos allí, y el sudario, que había estado sobre la cabeza de Jesús, no puesto con los lienzos, sino enrollado en un lugar aparte. Entonces entró también el otro discípulo, que había venido primero al sepulcro; y vio, y creyó. Porque aún no habían entendido la Escritura, que era necesario que él resucitase de los muertos. Y volvieron los discípulos a los suyos.
Pero María estaba fuera llorando junto al sepulcro; y mientras lloraba, se inclinó para mirar dentro del sepulcro; y vio a dos ángeles con vestiduras blancas, que estaban sentados el uno a la cabecera, y el otro a los pies, donde el cuerpo de Jesús había sido puesto. Y le dijeron: Mujer, ¿por qué lloras? Les dijo: Porque se han llevado a mi Señor, y no sé dónde le han puesto. Cuando había dicho esto, se volvió, y vio a Jesús que estaba allí; mas no sabía que era Jesús.
—Juan 20:1-14

## Historicidad
Un conocido defensor de las doctrinas cristianas centrales, William Lane Craig, analiza las fuentes, resume sus conclusiones y defiende la historicidad del testimonio de Pablo y los evangelios concernientes a la tumba vacía de Jesús desde una perspectiva apologética de la siguiente manera:
1. El testimonio de Pablo implica la historicidad de la tumba vacía. De no haber estado vacía la tumba, entonces la teología cristiana habría tomado una ruta completamente diferente a la que tomó, tratando de explicar cómo la resurrección aún podría ser posible aunque el cuerpo permaneciera en la tumba. Pero ni la teología ni la apologética cristiana tuvieron que enfrentar nunca ese problema.
2. La presencia de la perícopa de la tumba vacía en la historia de la pasión pre-marcana apoya su historicidad. Referencias geográficas, nombres de personas, y el uso de Galilea como un horizonte apuntan a Jerusalén como la fuente de la historia de la pasión pre-marcana.
3. El uso de 'el primer día de la semana' en lugar de 'en el tercer día' señala el primitivismo de la tradición. La proximidad de la tradición de los propios acontecimientos hace que sea inútil considerar la tumba vacía como una leyenda. Esto hace que sea muy probable que en el primer día de la semana la tumba de hecho fuera encontrada vacía.
4. La naturaleza de la propia narrativa es teológicamente sin adornos y no apologética. Muy a menudo los teólogos contemporáneos insisten en que la tumba vacía no es una prueba histórica de la resurrección, porque para los discípulos era en sí misma ambigua y no una prueba. Pero esa es precisamente la razón por la que la historia de la tumba vacía es hoy tan creíble: porque no era un dispositivo apologético de los primeros cristianos.
5. El descubrimiento de la tumba por las mujeres es muy probable. Dada la baja condición de la mujer en la sociedad judía y su falta de cualificación para servir como testigos legales, la explicación más plausible, a la luz de la convicción de los evangelios de que los discípulos estaban en Jerusalén sobre el fin de semana, ¿por qué las mujeres y no los discípulos varones hicieron el descubrimiento de la tumba vacía? Las mujeres fueron, de hecho, las que hicieron este descubrimiento. (Esta línea de argumentación, entre otras, es discutida por el erudito bíblico Bart Ehrman).[11]
6. La investigación de la tumba vacía por los discípulos es históricamente probable. Detrás del cuarto Evangelio se encuentra el Discípulo Amado, cuyos recuerdos llenan las tradiciones empleadas. Por ello, la visita de los discípulos a la tumba vacía se atestigua no sólo en la tradición, sino también por este discípulo.
7. Hubiera sido imposible para los discípulos proclamar la resurrección en Jerusalén si la tumba no estaba vacía. La tumba vacía es una condición sine qua non de la resurrección. El hecho de que la comunidad cristiana, fundada en la creencia en la resurrección de Jesús, podría llegar a existir y prosperar en la misma ciudad donde su líder fue ejecutado y enterrado parece ser evidencia convincente de la historicidad de la tumba vacía.
8. La polémica judía presupone la tumba vacía. El hecho de que la polémica judía nunca negó que la tumba de Jesús estaba vacía, sino solamente trató de explicarla es evidencia convincente de que la tumba estaba, en realidad, vacía.

## Antecedentes culturales y paralelismos
Para muchas personas de la antigüedad, las tumbas vacías eran vistas como signos no de resurrección, sino de asunción, es decir, que la persona estaba tomando cuerpo en el reino divino. En la antigua novela griega de Caritón Calírroe, Quéreas encuentra la tumba de su esposa vacía y «todo tipo de explicaciones fueron ofrecidas por la multitud; Quéreas, levantando los ojos al cielo y extendiendo sus manos, dijo: ‹¿Cuál de los dioses se ha convertido en mi rival y se ha llevado a mi Calírroe y ahora la tiene, contra su voluntad, pero constreñida por un destino mejor?›». En el pensamiento griego antiguo, la conexión entre la desaparición post mortem y la apoteosis era fuerte y hay numerosos ejemplos de individuos conspirando, antes de su muerte, para ocultar sus restos con el fin de promover sus veneraciones post mortem. Arriano escribió a Alejandro Magno planeando su propia desaparición física, de modo que fuera venerado como un dios. Desapariciones de personas que deben ir al reino divino también se producen en la literatura judía, aunque no implican una tumba vacía. Daniel Smith ha propuesto que los relatos de la tumba vacía en los evangelios reflejan tradiciones sobre la ausencia o asunción de Jesús, en contraste con las historias de las apariciones del Resucitado. Llega a la conclusión de que los escritores de los evangelios tuvieron las dos tradiciones y las unieron.